# Brigitte Lutz-Westphal

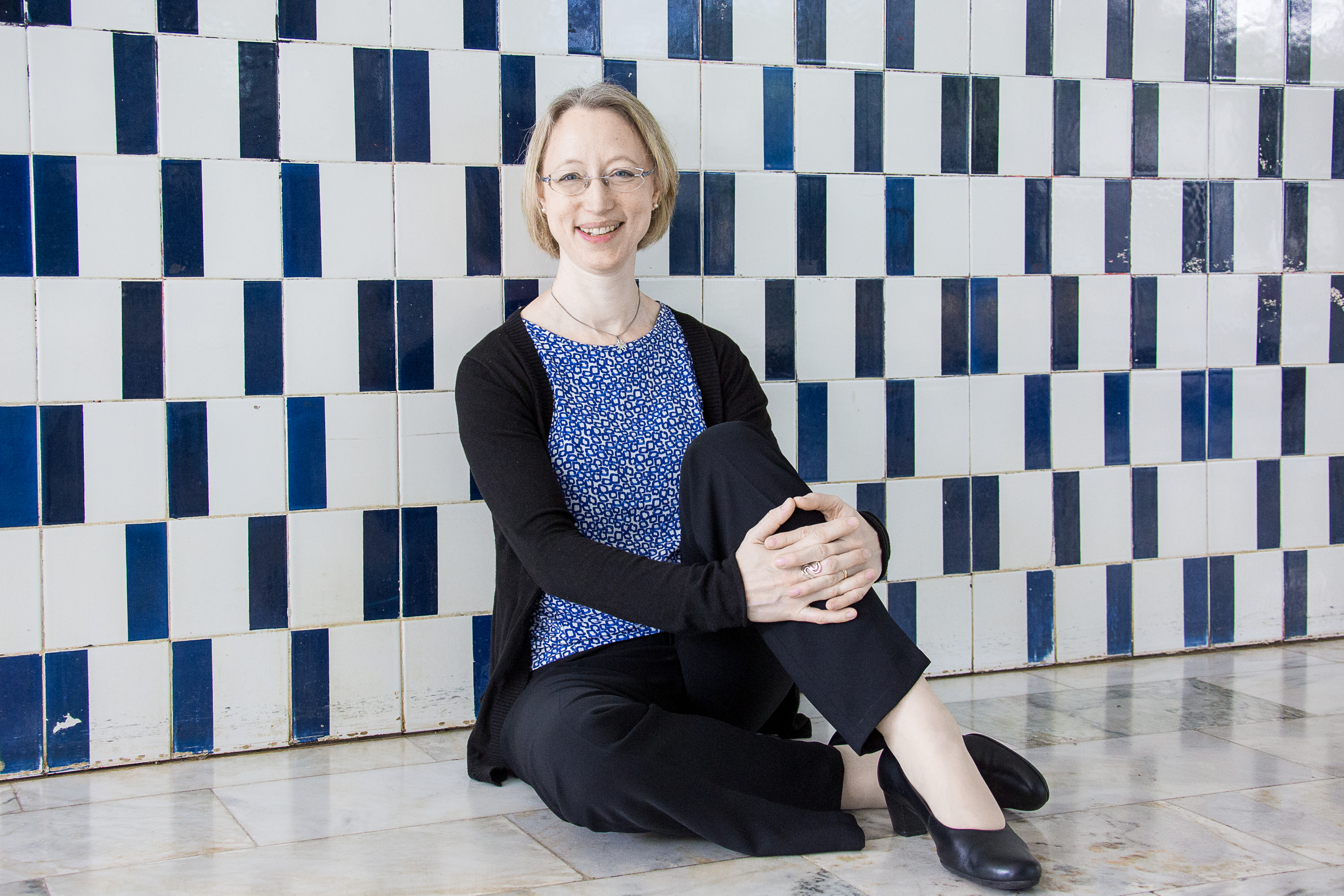
Brigitte Lutz-Westphal

Brigitte Lutz-Westphal (* 1971 in Tübingen) ist eine deutsche Mathematikdidaktikerin. Sie lehrt seit 2009  an der Freien Universität Berlin.

## Leben
Nach ihrem Abitur in Tübingen (1990) studierte sie von 1991 bis 1998 Mathematik an der Freien Universität Berlin und Schulmusik an der Hochschule der Künste Berlin (HdK). Ein Briand-Stresemann-Stipendium führte sie 1994/1995 nach Paris, wo sie an der Universität Paris IV (Sorbonne) Musikwissenschaft und an der Paris VII (Jussieu) Mathematik studierte. Nach dem Abschluss des 1. Staatsexamens für das gymnasiale Lehramt Musik und Mathematik absolvierte sie ihr Referendariat in Tübingen und schloss dieses 2000 mit dem 2. Staatsexamen ab. Parallel hierzu spielt sie seit 2002 als Violinistin im Charlottenburger Klaviertrio.
Die Dissertation Kombinatorische Optimierung – Inhalte und Methoden für einen authentischen Mathematikunterricht schloss Lutz-Westphal 2006 bei ihrem Doktorvater Martin Grötschel ab. Zuvor war sie als Wissenschaftliche Mitarbeiterin am Zuse-Institut Berlin und an der Technischen Universität Berlin tätig. Diese Tätigkeiten wurden teilweise durch die Volkswagenstiftung und das DFG-Forschungszentrum MATHEON gefördert.
Nach einer Postdoc-Stelle an der Technischen Universität Berlin (2006–2008) als Vertretung einer Juniorprofessur übernahm sie eine Professur für Mathematik und ihre Didaktik an der Hochschule Vechta (Universität Vechta). Seit 2009 bekleidet Lutz-Westphal die Professur für Didaktik der Mathematik für die Sekundarstufen am Institut für Mathematik der Freien Universität Berlin. In dieser Funktion unterstützt sie Projekte wie Mathe.Forscher.

## Besondere Aktivitäten
Seit 2022 ist Lutz-Westphal Vertrauensdozentin der Studienstiftung des deutschen Volkes. Sie gründete 2018 das internationale Netzwerk Dialogisches Lernen zum gemeinsamen Austausch und zur Weiterentwicklung des Konzepts des Dialogischen Lernen nach Urs Ruf und Peter Gallin. 2014 begann der Aufbau einer wissenschaftlichen Kooperation mit der Universidade de Brasilia (Educacao Matematica). Zudem ist Brigitte Lutz-Westphal eine der Ideengeberinnen des mathematischen Adventskalender von MATHEON und MATH+.